# Palácio Branicki (Varsóvia)

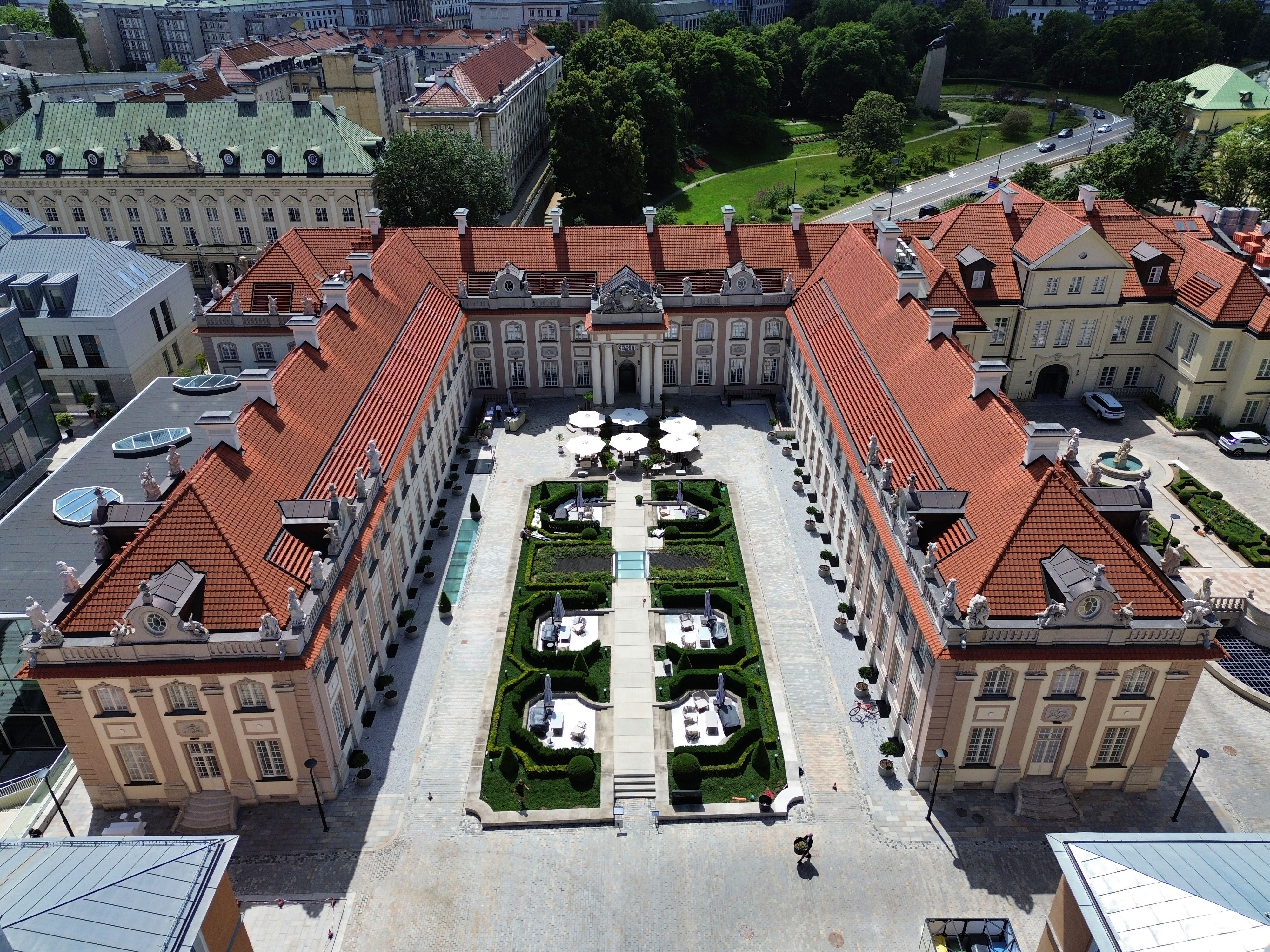
Pátio de Honra do Palácio Branicki em Varsóvia.

O Palácio Branicki (Pałac Branickich) é um notável palácio de Varsóvia, Polónia, mandado construir, no século XVIII, por Ludwik Mordacz, e pouco depois vendido a uma poderosa família de Magnatas, os Branicki. Fica localizado na junção das ruas Podwale e Miodova. 
O palácio foi construído em 1741 pelo arquitecto Fryderyk Albert Lessel para Ludwik Mordacz. Pouco depois foi comprado como residência pelo Hetman Jan Klemens Branicki. 
Destruído em 1941, por um raide aéreo soviético, foi reconstruído em 1967, com base em pinturas de Bernardo Belotto e, actualmente, aloja um museu de literatura.

## História

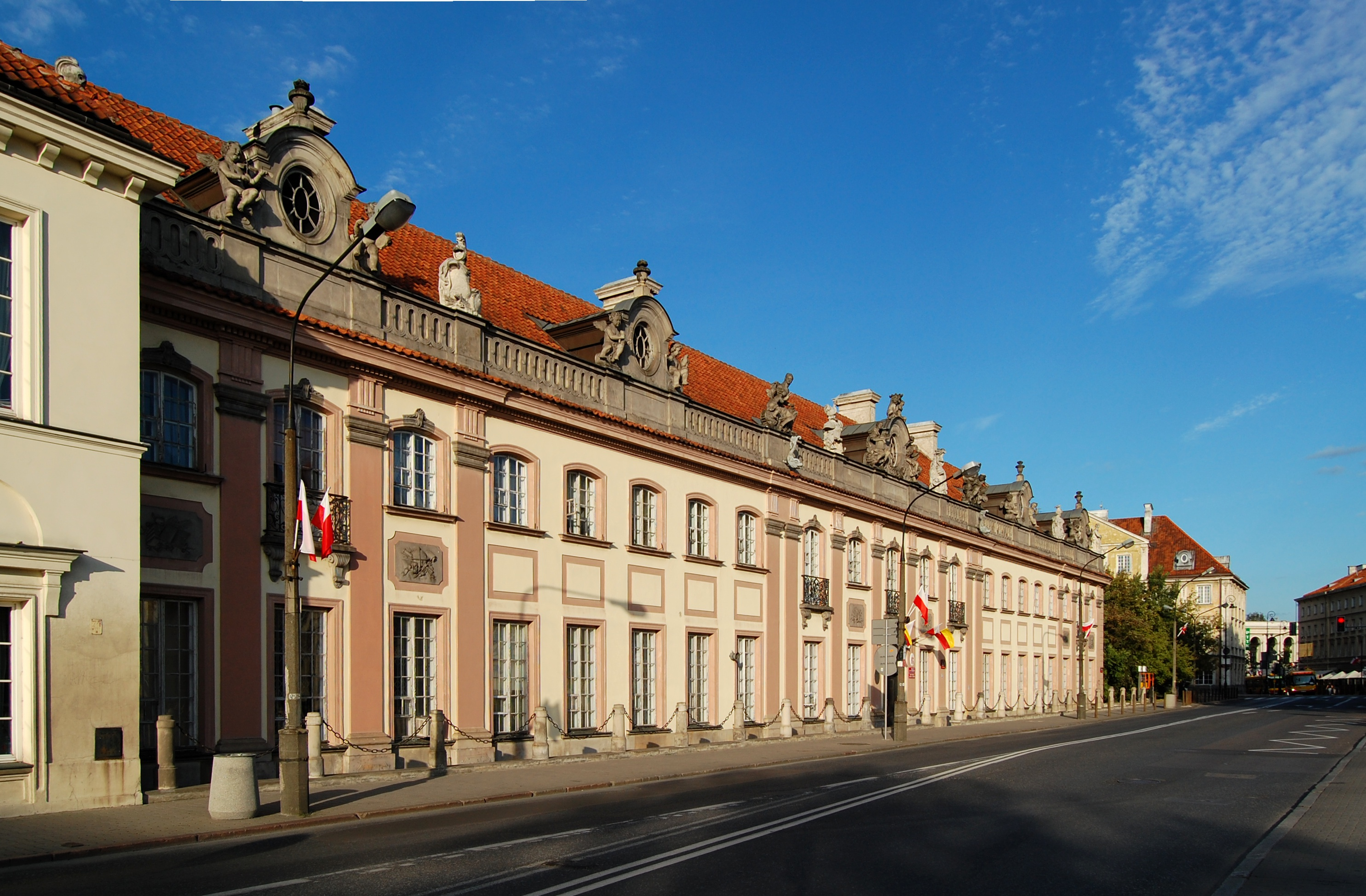
Ala do Palácio Branicki em Varsóvia com face para a Rua Miodowa, com profusas decorações Rococó.

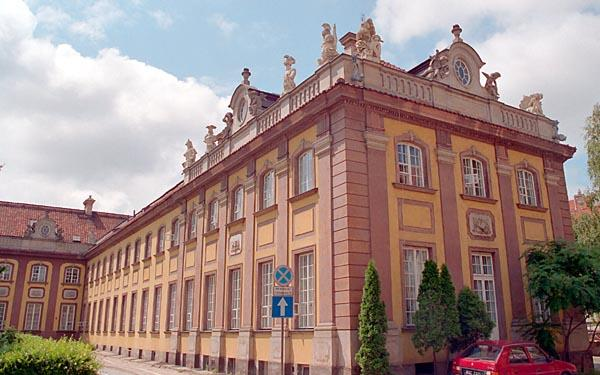
Uma das alas do Palácio Branicki em Varsóvia.

O primeiro edifício a ser construído no local onde se ergue, actualmente, o palácio era uma mansão setecentista da família Sapieha , vendida no começo do século XVIII a Stefan Mikołaj Branicki. Este edifício inicial deu origem ao palácio, construído em 1740 por Johann Sigmund Deybel para o Hetman Jan Klemens Branicki. Na construção também participou Jan Henryk Klemm (1743), Jakub Fontana (1750) e o escultor Jan Chryzostom Redler. O novo palácio rococó foi ampliado por inspiração nos palácios franceses. A disposição recebeu a forma de uma ferradura, com um corps de logis central e duas alas laterais. O edifício foi separado da rua por um pátio de honra (cour d'honneur), um pátio simétrico ao qual chegavam os visitantes honrosos. As fachadas foram igualadas com uma admirável decoração rococó e janbelas no topo dos telhados. A entrada principal foi decorada com pórtico de quatro coluna e esculturas no alto. Os interiores foram criados em estilo rococó por Johann Sigmund Deybel e Jakub Fontana. Mais tarde, um pavilhão chamado "Buduar" foi acrescentado à ala sul, nas traseiras.

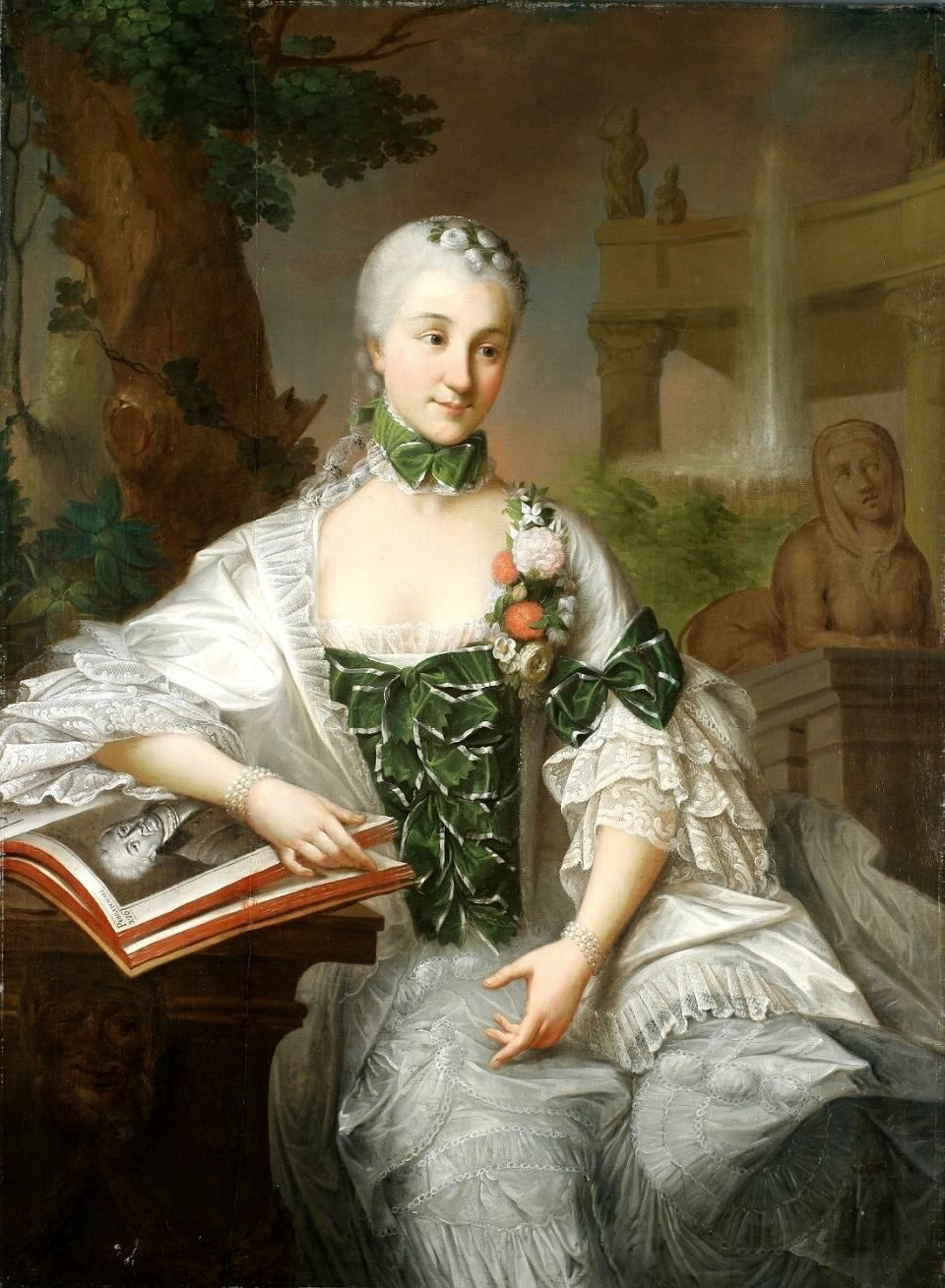
A Condessa Izabella Poniatowska.

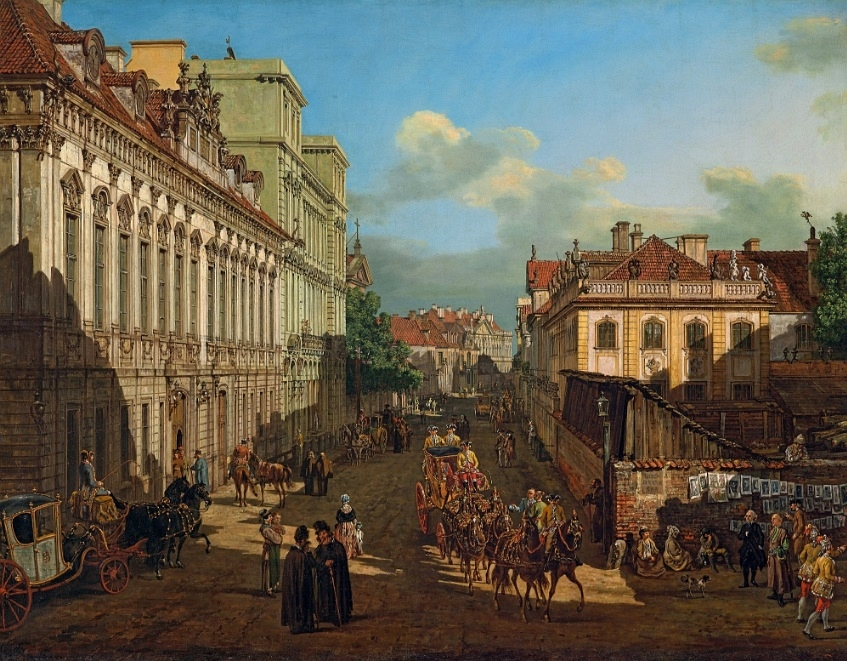
A Rua Miodowa e o Palácio Branicki em Varsóvia, numa pintura de Bernardo Bellotto.

O Branicki Palace chegou a ser chamado de "Palácio da Senhora Krakowska", uma vez que, depois da morte de Branicki, a propriedade passou, em 1771, para a sua bela esposa Izabella Poniatowska, irmã do Rei Stanisław August Poniatowski (Izabella era filha de Stanisław Poniatowski, castelão de Cracóvia). Esta dama conduziu um salon no palácio, e tornou-se conhecida como patrona e colectora de artistas, intelectuais e homens de estado na época do Iluminismo na Polónia .
Pouco depois , o Palácio Branicki foi vendido, em 1804, ao general Józef Niemojewski. O novo proprietário fez melhorias no edifício - foram acresentados ao complexo do palácio dois edifícios anexos, entre 1804 e 1808, pelo arquitecto Fryderyk Albert Lessel. A partir de 1817 o palácio foi habitado por Stanisław Sołtyk.
Durante a Segunda Guerra Mundial, a propriedade foi seriamente danificada (foi queimado em 1939 e demolido pelas forças germânicas durante a Ocupação da Polónia. No entanto, depois da guerra, foi completamente restaurado. Foi reconstruído em 1967, com base em pinturas de Bernardo Belotto, alojando, actualmente, uma galeria da Câmara Municipal de Varsóvia.